# Əliyanlı
Əliyanlı è un comune dell'Azerbaigian situato nel distretto di Bərdə. Conta una popolazione di 754 abitanti.